# Nematollah Nassiri
Nematollah Nassiri (persiska: نعمت‌الله نصیری), född 4 augusti 1910 i Semnan, Persien, död (avrättad) 15 februari 1979 i Teheran, Iran, var en framstående iransk general (arteshbod) och politiker under Mohammad Reza Pahlavis styre. Nassiri var mellan åren 1965 och 1978 chef för Irans säkerhetstjänst SAVAK, vice premiärminister och slutligen landets ambassadör i Pakistan.

## Utbildning
Nematollah Nassiri föddes 1910 in Sangosar i närheten av staden Semnan och var son till Mohammad Nasiri (titulerad Amid od-Molk) och Zarrin Taj. Familjen flyttade till Teheran där Nassiri tog sin studentexamen. 1929 studerade han vidare vid officersskolan i huvudstaden. Han var klasskamrat med den dåvarande kronprinsen Mohammad Reza Pahlavi och förblev under hela sitt liv nära vän till shahen, vilket skulle forma hans karriär. 
1949 befordrades Nassiri till överstelöjtnant och utnämndes till guvernör i provinsen Kerman.

## Statskuppen i Iran 1953
Nassiri medverkade i statskuppen i Iran 1953 mot landets demokratiskt valde premiärminister Mohammad Mosaddegh. Under Mosaddegh hade Iran hamnat i ekonomisk förfall efter nationaliseringen av petroleumindustrin och Storbritanniens bojkott av landet. Mosaddegh allierade sig med det kommunistiska och moskvatrogna Tudehpartiet vilket skapade oro inom militären. Natten till den 16 augusti ledde Nassiri en väpnad kolonn på väg till Mosaddeghs bostad för att överlämna två kejserliga dekret från Mohammad Reza Pahlavi och därmed avsätta Mossadeq från premiärministerposten. Rykten om kupplanerna hade dock läckt ut och Nassiri stoppades och greps av trupper lojala till Mosaddegh, ledda av stabschefen general Taghi Riahi. Det av USA och Storbritannien initierade kuppförsöket som inom CIA gick under "Operation Ajax" misslyckades. Några dagar senare, den 19 augusti, påbörjade den iranska militären med stöd av köpmännen i Teherans bazar och religiösa ledare ett andra kuppförsök där man framgångsrikt lyckades avsätta och arrestera Mosaddegh. Efter kuppen blev Nassiri befordrad till general och befälhavare för Irans kejserliga garde.

## Chef för SAVAK
1965 utnämndes Nassiri till chef för landets säkerhetstjänst SAVAK och efterträdde Hassan Pakravan. Pakravan hade avskedats eftersom han inte lyckades förhindra mordet på premiärminister Hassan Ali Mansur som dödades av islamister den 21 januari 1965. Nassiri tjänstgjorde också som vice premiärminister under denna period.
Som chef för säkerhetstjänsten hade Nassiri som högsta prioritet att skydda landet mot militanta vänsterextrema gerillagrupper, däribland Folkets mujahedin och Fedayan-e khalq. Han lyckades också kraftigt begränsa den islamistiska terrororganisationen Fedayan-e eslams aktiviteter. Man uppskattar att SAVAK vid den iranska revolutionens utbrott 1978 hade omkring tre tusen anställda, ett jämförelsevis litet antal i förhållande till landets befolkningstorlek.

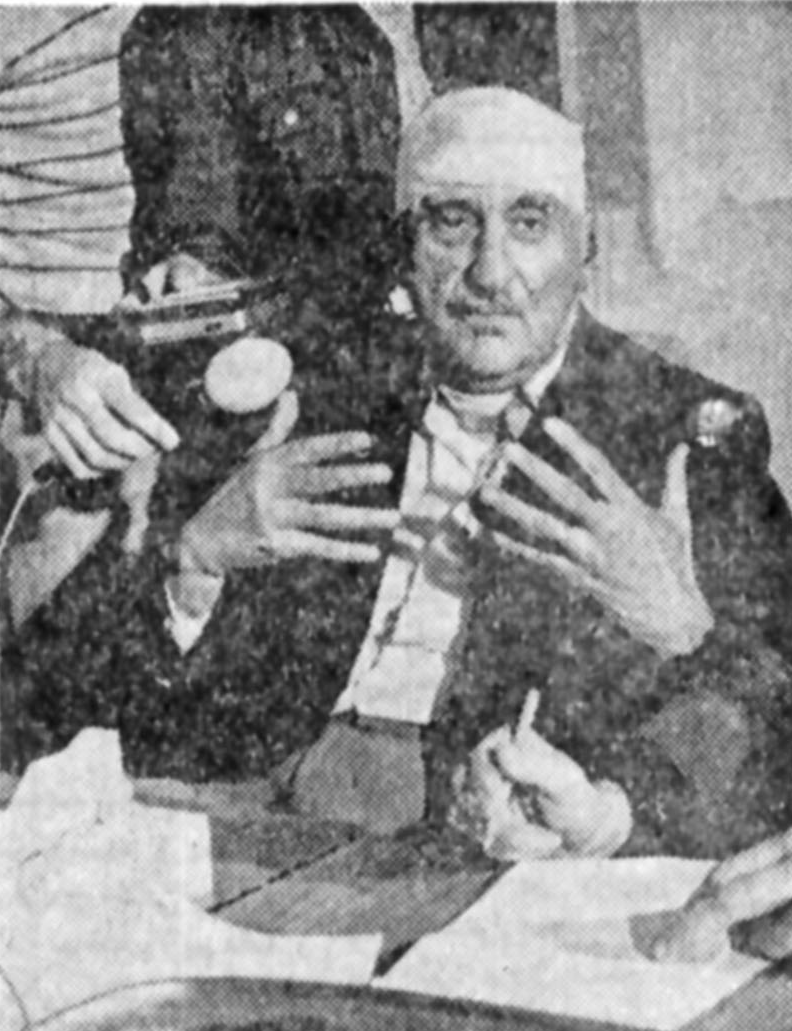
Nassiri hade misshandlats svårt i fängelset av islamister och bar ett blodigt bandage runt huvudet i den islamiska revolutionsdomstolen. Foto ur Ettelā'āt Dagstidning, 12 februari 1979.

## Iranska revolutionen 1979 och avrättning
Den 7 oktober 1978, i början av den iranska revolutionen, avsattes Nassiri överraskande från sin post av Mohammad Reza Pahlavi och utsågs till Irans ambassadör i Pakistan. Han ersattes av den mer obeslutsamme och mindre auktoritäre Nasser Moghadam. Avsättningen anses vara en följd av de växande oroligheterna i Iran och krav från liberaldemokratiska politiker såsom Shapur Bakhtiar.
Nassiri kallades tillbaka från Pakistan inom loppet av tre veckor och arresterades den 7 (eller 8 november) tillsammans med flera andra högt uppsatta tjänstemän, däribland den tidigare premiärministern Amir Abbas Hoveyda. När Mohammad Reza Pahlavi lämnade Iran den 16 januari 1979 förblev Nassiri i fängelse tills Shapur Bakhtiars regering kollapsade den 11 februari och islamisterna kom till makten. Under en summarisk rättegång anklagades Nassiri för att ha spridit fördärv på jorden". Bland domarna fanns den så kallade "hängningsdomaren" Ayatollah Sadeq Khalkhali och den islamistiske politikern Ebrahim Yazdi. Förhöret i revolutionsdomstolen med Nassiri direktsändes i teve och det var uppenbart att han hade misshandlats svårt eftersom han bar ett blodigt bandage runt huvudet och spår av knivhugg på kroppen.

Nassiri avrättades tillsammans med tre andra generaler genom arkebusering klockan 23:45 den 16 februari på taket till Ayatollah Khomeinis provisoriska bostad i centrala Teheran. I sin självbiografi skriver Khalkhali:
| ”                           | Den första personen jag åtalade och straffade för hans gärningar var Nematollah Nasiri, chef för SAVAK. Jag dömde honom till döden. Alla personer jag dömde och avrättade under de första dagarna efter bildandet av revolutionsdomstolarna och senare i Qasrfängelset var skyldiga till [brottet] "spridande av fördärv på jorden" och baserat på Koranens föreskrift var det lagligt att låta deras blod flyta. | „ |
| – Ayatollah Sadeq Khalkhali | |   |